# Matula rompelii
Matula rompelii är en svampart som först beskrevs av Rick, och fick sitt nu gällande namn av Lloyd 1917. Matula rompelii ingår i släktet Matula och familjen Stereaceae.   Inga underarter finns listade i Catalogue of Life.